# Francis Parker Shepard
Francis Parker Shepard (10 mai 1897 - 25 avril 1985) est un sédimentologue américain qui travaille sur les canyons sous-marins et les courants des fonds marins autour des plateaux continentaux et des pentes.

## Jeunesse et éducation
Shepard est né dans une famille aisée à Marblehead, Massachusetts. Il étudie la géologie avec Reginald Aldworth Daly à l'Université Harvard, une période qui est interrompue par le service dans la marine américaine pendant la Première Guerre mondiale. Après avoir rencontré sa future épouse, Elizabeth Buchner, il choisit d'étudier pour son doctorat à l'Université de Chicago, près de chez elle à Milwaukee. Là, il travaille aux côtés de J Harlen Bretz, Rollin D. Salisbury et Rollin T. Chamberlin (fils de Thomas Chamberlin) sur la géologie structurale des Montagnes Rocheuses, obtenant son diplôme en 1922.

## Carrière
Après avoir obtenu son diplôme, il devient professeur de géologie à l'Université de l'Illinois en 1922. Il y est promu professeur titulaire en 1939, avant de démissionner officiellement de son poste de professeur en 1945, après avoir déménagé avec sa famille en Californie en février 1942.
La navigation sur un yacht appartenant à son père, le chef de la Shepard Steamship Company, oriente Shepard vers la géologie marine. En examinant la distribution des sédiments sur le plateau de la Nouvelle-Angleterre, il trouve des preuves du rôle du changement du niveau de la mer dans l'évolution des plateaux. Après un congé sabbatique en 1933-1934 passé à étudier les canyons sous-marins au large de la Californie, Shepard en 1937 prend un autre congé (d'une durée d'un an et demi) de l'Université de l'Illinois et part avec sa famille et deux de ses étudiants diplômés, Robert S. Dietz et Kenneth O. Emery (en), à l'Institut d'océanographie Scripps à La Jolla. Là, son travail se concentre sur les fonds marins au large de la Californie et du golfe de Californie, et sur les processus qui les ont façonnés. Les canyons sous-marins, a-t-il suggéré, sont initialement creusés par les rivières lorsque le niveau de la mer était plus bas au cours de l'époque récente du Pléistocène.
Pendant la Seconde Guerre mondiale, Shepard travaille de nouveau pour la marine américaine, où son expertise et sa connaissance des fonds marins sont utilisées pour aider les opérations sous-marines. En 1945, il devient professeur de géologie sous-marine au Scripps Institute, y travaillant jusqu'à sa retraite de l'enseignement en 1966. Au cours de cette période, Shepard devient directeur d'un projet de l'American Petroleum Institute, étudiant la sédimentation dans le nord du Golfe du Mexique entre 1951 et 1960 (API Project 51). Bien qu'il ait officiellement pris sa retraite en 1966, Shepard continue à travailler, même après que la maladie l'ait forcé à rester à la maison.
Au cours de sa carrière, Shepard reçoit à la fois la médaille Wollaston de la Société géologique de Londres (1966) et la médaille Sorby de l'Association internationale des sédimentologues (1978). Depuis 1967, la Society for Sedimentary Geology décerne la médaille Francis P. Shepard de géologie marine en reconnaissance de «l'excellence en géologie marine».